# タンくる
『タンくる』は、バンダイナムコゲームスによって製作、VerXにより運営されたWindows用オンラインゲーム。ジャンルはTPSに分類される。

## 概要
戦車に乗った可愛いキャラたちが戦う。設定では騎士選抜試験となっている。
原作は『バトルシティー』。
戦場は1対1と4対4の二種類。
1対1の場合は時間切れまで戦い、得点の高い方が勝ち。敵を倒す以外にも落ちてる得点アイテムを拾うことでも点は入る。戦車は倒されてもすぐに復活できる。
4対4の場合は敵司令部を破壊するか、時間切れで得点の高いほうが勝利。倒されてもすぐに復活できるのは同じ。破壊できる障害物も存在する。戦闘時間は同じだが、獲得できるゲームマネーは圧倒的に多い。
キャラクターのレベル以外に装備品自体にもレベルがあり、装備して戦うほど装備品の能力が上がる。装備品の能力には上限があり、より高価な装備品だと上限が高いが、買った直後は初期レベルなため能力が低い。なお装備品とはキャラクターの衣装やアクセサリーであり、タンくる（戦車）自体は乗り換え出来てもカスタマイズ要素は無い。
2008年9月4日（木）より正式サービスを開始。2009年4月21日（火）にサービス終了。

## キャラクター紹介
ヒノ
声 - 伊藤かな恵
バランスタイプ。
ヴィノ
声 - 桑島法子
バランスタイプ。
バッソ声 - 石井康嗣
パワータイプ。実はドサクサにまぎれて盗みを働こうとしている山賊。
ウルミ声 - 能登麻美子
スピードタイプ。
デネル声 - 小松由佳
最初に選べるのはヒノかヴィノ一人のみ。他は（ヒノとヴィノを含め）ゲームマネーで買うことにより使用できる。

## テーマソング
口笛吹いたらピンク色のガスが出たよ。
作詞 - K杉・カヤ／作編曲 - PATH-TEL／歌 - クサカンムリ

## タンくるについて
タンくるとは、オーパーツ「クリスタル・バー」という半永久的なエネルギーにより動く乗り物（タンクビークル）。
課金アイテムとしてナムコキャラを模したタンくるが存在する。
大きく分けて2種類が存在している。
- ウェポンタンくる

軍事用に開発されたタンくる。砲台を搭載した陸用タイプが多い。ゲームに出てくる機体は全て1メートルほどの大きさで、乗り手が後部に剥き出し状態で立ち乗りをしている。
- フレンドタンくる

主に人や荷物を運搬するために使用されるタンくる。
1家に1台はあるとされ、公共の交通機関など大型のフレンドタンくるも開発されている。

## 関連作品
- タンクバタリアン - 『バトルシティー』の元になった同社作品（1980年）
- タンクフォース - さらに発展した同社作品（1991年）